# Sígay
Sígay  (en ilocano: Sigay) es un municipio filipino de quinta categoría perteneciente a  la provincia de Ilocos del Sur en la Región Administrativa de Ilocos, también denominada Región I.

## Barangayes
Sígay se divide, a los efectos administrativos, en 7 barangayes o barrios, conforme a la siguiente relación:
- Abaccan
- Mabileg
- Matallucod
- Población (Madayaw)
- San Elías
- San Ramón
- Santo Rosario